# Administration nationale des Combustibles, de l'Alcool et du Portland

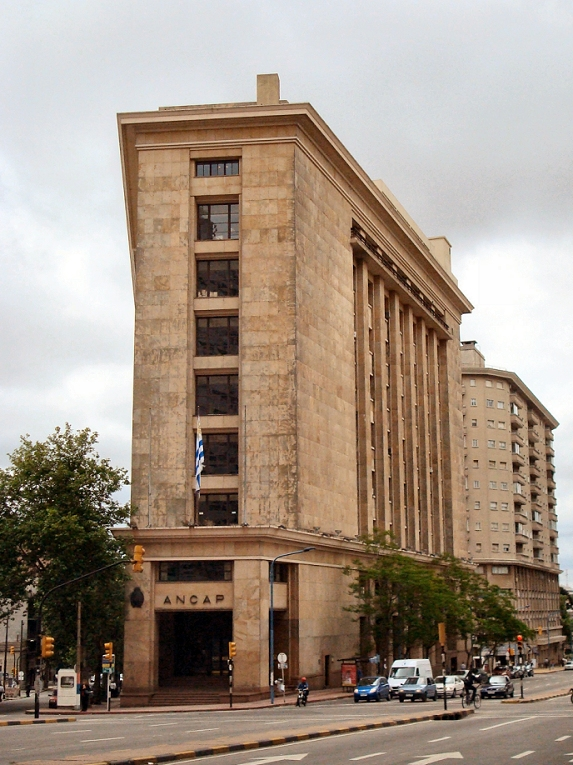
Siège de l'ANCAP à Montevideo.

L'administration nationale des Combustibles, de l'Alcool et du Portland (espagnol : Administración Nacional de Combustibles, Alcohol y Portland), abrégé ANCAP, est la compagnie pétrolière nationale de l'Uruguay, présente dans le secteur du pétrole, des boissons alcoolisées et  du ciment Portland. Elle est responsable de la seule raffinerie de pétrole uruguayenne, à La Teja (département de Montevideo), qui a une capacité de 50 000 barils par jour, dont le chantier avait été inauguré en 1935, sous la dictature de Gabriel Terra.
ANCAP est propriétaire de Petrolera del Cono Sur, présente en Argentine. Fondée en 1931 dans le cadre d'une politique de substitution d'importations et afin de baisser les prix, elle a eu comme PDG Eduardo Acevedo Vásquez (1931-33).
Depuis le 1er septembre 2009, elle est dirigée par Germán Riet, à la suite de la démission de Raúl Fernando Sendic Rodríguez, nommé ministre de l'Industrie du gouvernement Vázquez. Mónica Castro, la présidente de la Fédération syndicale ANCAP, est membre du Parti pour la victoire du peuple (PVP). Le gouvernement de José Mujica, président élu en novembre 2009, prévoit de constituer une direction collective de l'ANCAP, formée de quatre personnes nommées par le Front large et une par l'opposition .

## Liste des PDG d'ANCAP
- Eduardo Acevedo Vásquez (1931-33)
- Daniel Martínez (2005-08, membre du Parti socialiste)
- Raúl Fernando Sendic Rodríguez (2008-09)
- Germán Riet (2009-)